# Bangbae-dong
Bangbae-dong (koreanska: 방배동) är en stadsdel i stadsdistriktet Seocho-gu i södra delen av Sydkoreas huvudstad Seoul.

## Indelning
Administrativt är Bangbae-dong indelat i:
| Namn     | Namn                | Yta km² | Invånare 31 dec 2020 |
| -------- | ------------------- | ------- | -------------------- |
| 방배본동 | Bangbaebon-dong     | 0,67    | 21 293               |
| 방배1동  | Bangbae 1(il)-dong  | 0,70    | 17 381               |
| 방배2동  | Bangbae 2(i)-dong   | 1,93    | 20 404               |
| 방배3동  | Bangbae 3(sam)-dong | 2,40    | 21 441               |
| 방배4동  | Bangbae 4(sa)-dong  | 0,98    | 24 036               |